# Edafe Egbedi
Edafe Egbedi est un footballeur nigérian né le 5 août 1993. Il évolue au poste d'attaquant au Norrby IF.

## Carrière
Edafe Egbedi participe à la Coupe du monde des moins de 17 ans 2009 puis à la Coupe du monde des moins de 20 ans 2011 avec le Nigeria.

## Palmarès

### En équipe nationale
- Équipe du Nigeria des moins de 17 ans de football
  - Finaliste de la coupe du monde des moins de 17 ans en 2009